# Pühalepa-Harju
Pühalepa-Harju (Duits: Harjo) is een plaats in de Estlandse gemeente Hiiumaa, provincie Hiiumaa. De plaats heeft de status van dorp (Estisch: küla).
Tot in oktober 2017 behoorde Pühalepa-Harju tot de gemeente Pühalepa en heette de plaats Harju. In die maand werd de fusiegemeente Hiiumaa gevormd. Daarin lag nog een dorp Harju. Dat mocht zijn naam houden, maar dit Harju kreeg als voorvoegsel de naam van zijn vroegere gemeente erbij.

## Bevolking
Het dorp had 10 inwoners op 31 december 2011 en ook 10 inwoners op 31 december 2021.

## Ligging
De plaats ligt in het noordoostelijk deel van het eiland Hiiumaa. De Tugimaantee 80, de secundaire weg van Heltermaa via Kärdla naar Luidja, komt langs Pühalepa-Harju.

## Geschiedenis
(Pühalepa-)Harju werd voor het eerst vermeld in 1558 onder de naam Harrio Külla als dorp op het landgoed van Pardas (Partsi). In 1798 werd Pardas een ‘semi-landgoed’ (Duits: Beigut, Estisch: poolmõis), een landgoed dat deel uitmaakt van een groter landgoed, in dit geval Großenhof (Suuremõisa). In hetzelfde jaar 1798 werd de Duitse naam Harjo voor het eerst gebruikt.